# Chorinea octavius
Chorinea octavius är en fjärilsart som beskrevs av Fabricius 1787. Chorinea octavius ingår i släktet Chorinea och familjen Riodinidae. Inga underarter finns listade i Catalogue of Life.